# …По прозвищу «Зверь»
«…По про́звищу „Зверь“» — советский художественный фильм 1990 года, поставленный режиссёром Александром Муратовым по мотивам книги Виктора Доценко «Срок для Бешеного».

## Сюжет
Савелий Говорков возвращается с военной службы из Афганистана и устраивается телохранителем Ларисы — содержанки Алика, советского коммерсанта первой волны, к тому же работающего на бандитов. Всё складывается благополучно, у Савелия есть почти всё, что нужно «среднему человеку» в перестроечном СССР. У него завязывается любовь с Ларисой. Однако Савелий стал требовать от Алика свободу своему другу Варламову в обмен на деньги, которые он перевозил. Алик со своими бойцами перехватывает их и фабрикует против Савелия обвинения в незаконных валютных операциях, а Ларису помещает в психиатрическую больницу. Савелий берёт всю вину на себя и отправляется в исправительную колонию.
Попав туда и получив прозвище «Зверь», Говорков не склоняется перед охраной и заключёнными. Это не всем нравится, тем более что по уголовным каналам пришло указание устранить Савелия. Однако криминальный авторитет, вор в законе по кличке «Король» помогает Говоркову. Узнав об освобождении «Короля» и едва не став жертвой очередного покушения, Савелий совершает побег с двумя преступниками, которые должны были его убить. При побеге один из заключённых погибает, а другого серьёзно ранят. Савелий выносит раненого на спине, но тот умирает, однако перед смертью признаётся, что приказ на устранение отдал некто по кличке «Кореец».
Выбравшись из тайги, где располагается зона, Говорков возвращается в Москву, разоблачает главарей ОПГ и свершает над ними правосудие.
Заканчивается фильм сценой, в которой сотрудница психиатрической больницы выводит Ларису к пришедшему к ней Говоркову.

## В ролях
- Дмитрий Певцов — Савелий Кузьмич Говорков, он же Зверь (в книге — Бешеный, Рэкс)
- Татьяна Скороходова — Лариса Алексеевна Петрова (Рыбка)
- Борис Щербаков — Алик
- Юрий Назаров — капитан охраны колонии
- Лев Прыгунов — Фёдор Угрюмов (Угрюмый)
- Владимир Аникин — Виктор Сергеевич Варламов
- Армен Джигарханян — Король
- Евгений Евстигнеев — старый зэк, сокамерник Говоркова в ШИЗО
- Александр Аржиловский — зэк Аршин
- Владимир Самойлов — Владимир Андреевич, он же Дядя Володя, он же Кореец (в книге — Воланд)
- Игорь Ясулович — зэк Данилин, тракторист из колонии, пытавшийся убить Говоркова и впоследствии погибший при побеге
- Вадим Яковлев — зэк Калёный
- Борис Клюев — зэк Молчун, помогший Говоркову бежать
- Владимир Ерёмин — зэк Леший
- Валерий Носик — блатной
- Василий Шлыков — капитан Шлыков, тренер по рукопашному бою в В/Ч, позже член банды Корейца

## Съёмочная группа
- Автор сценария: Виктор Доценко
- Режиссёр: Александр Муратов
- Оператор: Элизбар Караваев
- Художник: Леонид Свинцицкий
- Композитор: Борис Рычков
- Звукооператор: Эльдар Шахвердиев
- Монтаж: Регина Песецкая
- Костюмы: Татьяна Чапаева
- Директор фильма: Владимир Дудин

## Производство
Отдельные эпизоды фильма снимались в Республике Коми. Несколько эпизодов фильма были сняты на сыктывкарском вокзале.
Сцены лагерной жизни снимали весной 1990 года в исправительно-трудовой колонии № 1 посёлка Верхний Чов города Сыктывкара. В съёмках принимали участие офицеры по режиму и осуждённые, которые также выступили в качестве консультантов по специфике лагерной жизни.
Перед началом съёмок актёры встречались с «авторитетными» осуждёнными, отбывавшими наказание в исправительной колонии № 1 в сыктывкарском посёлке Верхний Чов, чтобы получить разрешение на съёмки.
Съёмки сцены прыжка главного героя с моста проходили на железнодорожном мосту через реку Вымь, соединяющем деревню Вогваздино и село Усть-Вымь.